# 1990년 동독 총선거
1990년 3월 18일에 실시된 동독의 총선거이다. 베를린 장벽 붕괴 이후에 실시되었으며, 이 선거로 동독 최초로 비공산주의 계열 정당인 기독교민주연합이 정권을 장악했다. 그리고 이는 즉시 독일의 재통일로 이루어졌다.

## 선거결과

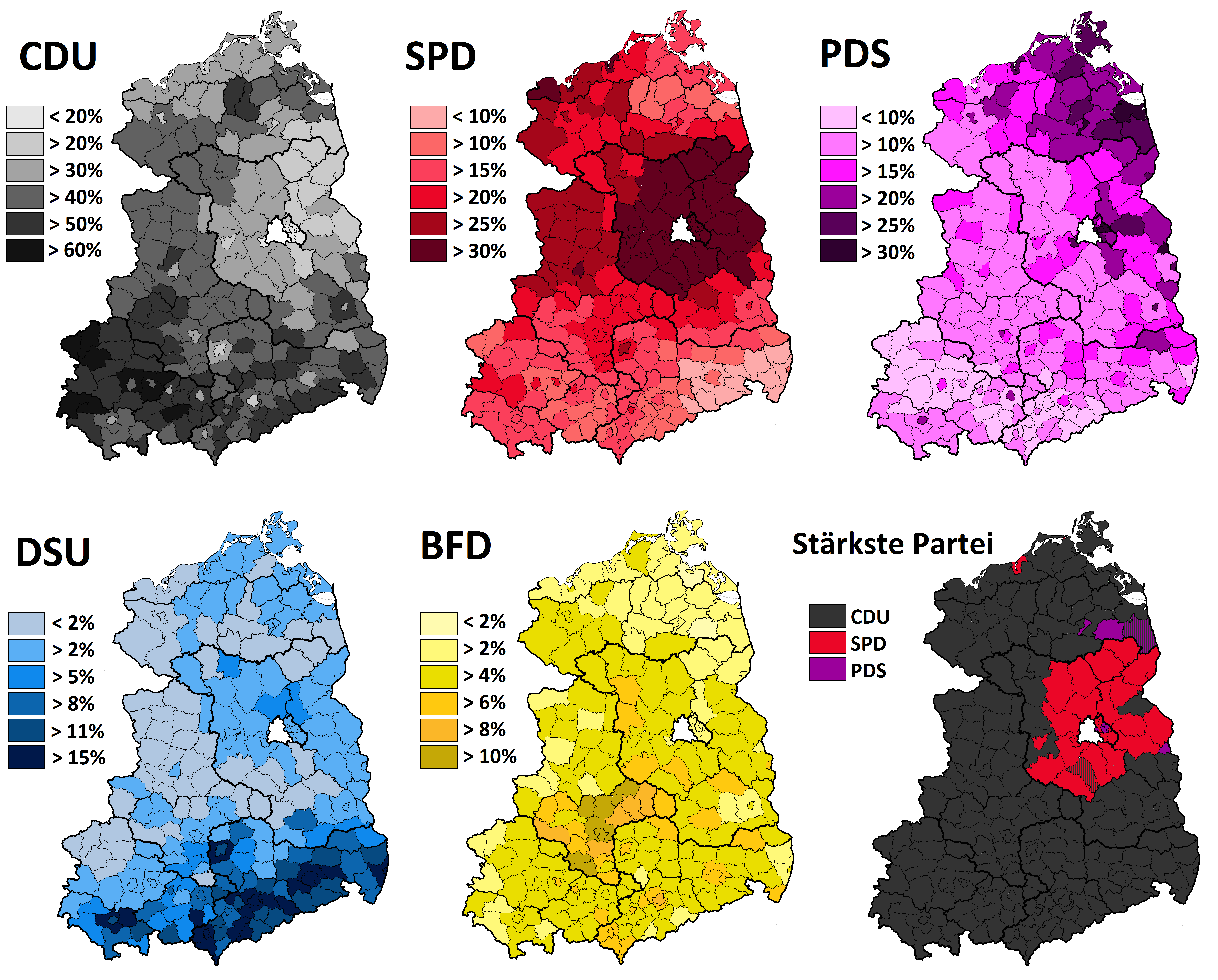
지역별 선거 결과

선거구별 결과

|               |                     |                     |                     |            |      |        |
| 정당명        | 정당명              | 정당명              | 정당명              | 득표수     | %    | 의석수 |
|               | 독일을 위한 동맹    |                     | 기독교민주연합      | 4,710,598  | 40.8 | 163    |
|               | 독일을 위한 동맹    | 독일 사회연합       | 727,730             | 6.3        | 25   |        |
|               | 독일을 위한 동맹    | 깨어있는 민주당     | 106,146             | 0.9        | 4    |        |
| 합계          | 합계                | 5,544,474           | 48.0                | 192        |      |        |
|               | 사회민주당          | 사회민주당          | 사회민주당          | 2,525,534  | 21.9 | 88     |
|               | 민주사회당          | 민주사회당          | 민주사회당          | 1,892,381  | 16.4 | 66     |
|               | 자유민주협회        | 자유민주협회        | 자유민주협회        | 608,935    | 5.3  | 21     |
|               | 동맹 90             | 동맹 90             | 동맹 90             | 336,074    | 2.9  | 12     |
|               | 민주농민당          | 민주농민당          | 민주농민당          | 251,226    | 2.2  | 9      |
|               | 녹색당–독립여성협회 | 녹색당–독립여성협회 | 녹색당–독립여성협회 | 226,932    | 2.0  | 8      |
|               | 국가민주당          | 국가민주당          | 국가민주당          | 44,292     | 0.4  | 2      |
|               | 민주여성연맹        | 민주여성연맹        | 민주여성연맹        | 38,192     | 0.3  | 1      |
|               | 좌파연합            | 좌파연합            | 좌파연합            | 20,342     | 0.2  | 1      |
| 기타 정당     | 기타 정당           | 기타 정당           | 기타 정당           | 52,773     | 0.5  | 0      |
| 무효표        | 무효표              | 무효표              | 무효표              | 33,263     | –    | –      |
| 합계          | 합계                | 합계                | 합계                | 11,541,155 | 100  | 400    |
| 투표수/투표율 | 투표수/투표율       | 투표수/투표율       | 투표수/투표율       | 12,426,443 | 93.4 | –      |